# Judo-Weltmeisterschaften 1991
Die 16. Judo-Weltmeisterschaften 1991 fanden vom 25. Juli bis zum 28. Juli 1991 in Barcelona, Spanien, statt.

## Ergebnisse

### Männer
| Gewichtsklasse | Gold              | Silber                 | Bronze              |
| -------------- | ----------------- | ---------------------- | ------------------- |
| - 60 kg        | Tadanori Koshino  | Yoon Hyun              | Nazim Hüseynov      |
| - 60 kg        | Tadanori Koshino  | Yoon Hyun              | Philippe Pradayrol  |
| - 65 kg        | Udo Quellmalz     | Masahiko Ōkuma         | Sergei Kosmynin     |
| - 65 kg        | Udo Quellmalz     | Masahiko Ōkuma         | Jimmy Pedro         |
| - 71 kg        | Toshihiko Koga    | Joaquín Ruiz           | Chung Hoon          |
| - 71 kg        | Toshihiko Koga    | Joaquín Ruiz           | Wladimeri Dgebuadse |
| - 78 kg        | Daniel Lascău     | Johan Laats            | Baschir Warajew     |
| - 78 kg        | Daniel Lascău     | Johan Laats            | Hidehiko Yoshida    |
| - 86 kg        | Hirotaka Okada    | Joseph Wanag           | Waldemar Legień     |
| - 86 kg        | Hirotaka Okada    | Joseph Wanag           | Giorgio Vismara     |
| - 95 kg        | Stéphane Traineau | Paweł Nastula          | Marc Meiling        |
| - 95 kg        | Stéphane Traineau | Paweł Nastula          | Jiří Sosna          |
| + 95 kg        | Sergei Kossorotow | Frank Moreno           | Kim Geon-su         |
| + 95 kg        | Sergei Kossorotow | Frank Moreno           | Naoya Ogawa         |
| Offene Klasse  | Naoya Ogawa       | Dawit Chachaleischwili | Imre Csősz          |
| Offene Klasse  | Naoya Ogawa       | Dawit Chachaleischwili | Georges Mathonnet   |

### Frauen
| Gewichtsklasse | Gold                 | Silber            | Bronze                 |
| -------------- | -------------------- | ----------------- | ---------------------- |
| - 48 kg        | Cécile Nowak         | Karen Briggs      | Ryōko Tamura           |
| - 48 kg        | Cécile Nowak         | Karen Briggs      | Legna Verdecia         |
| - 52 kg        | Alessandra Giungi    | Sharon Rendle     | Maritza Pérez Cárdenas |
| - 52 kg        | Alessandra Giungi    | Sharon Rendle     | Matsumi Ueda           |
| - 56 kg        | Míriam Blasco        | Nicole Flagothier | Nicola Fairbrother     |
| - 56 kg        | Míriam Blasco        | Nicole Flagothier | Li Zhongyun            |
| - 61 kg        | Frauke Eickhoff      | Diane Bell        | Yael Arad              |
| - 61 kg        | Frauke Eickhoff      | Diane Bell        | Catherine Fleury       |
| - 66 kg        | Emanuela Pierantozzi | Odalis Revé       | Ryōko Fujimoto         |
| - 66 kg        | Emanuela Pierantozzi | Odalis Revé       | Kate Howey             |
| - 72 kg        | Kim Mi-jung          | Yōko Tanabe       | Laetitia Meignan       |
| - 72 kg        | Kim Mi-jung          | Yōko Tanabe       | Marion van Dorssen     |
| + 72 kg        | Mun Ji-yun           | Zhang Ying        | Beata Maksymow         |
| + 72 kg        | Mun Ji-yun           | Zhang Ying        | Monique van der Lee    |
| Offene Klasse  | Zhuang Xiaoyan       | Estela Rodríguez  | Nathalie Lupino        |
| Offene Klasse  | Zhuang Xiaoyan       | Estela Rodríguez  | Claudia Weber          |

## Medaillenspiegel
| Rang      | Land                   | Gold | Silber | Bronze | Gesamt |
| --------- | ---------------------- | ---- | ------ | ------ | ------ |
| 1         | Japan                  | 4    | 2      | 5      | 11     |
| 2         | Deutschland            | 3    | 0      | 2      | 5      |
| 3         | Südkorea               | 2    | 1      | 2      | 5      |
| 4         | Frankreich             | 2    | 0      | 5      | 7      |
| 5         | Italien                | 2    | 0      | 1      | 3      |
| 6         | Sowjetunion            | 1    | 1      | 4      | 6      |
| 7         | Volksrepublik China    | 1    | 1      | 1      | 3      |
| 8         | Spanien                | 1    | 1      | 0      | 2      |
| 9         | Vereinigtes Königreich | 0    | 3      | 2      | 5      |
| 9         | Kuba                   | 0    | 3      | 2      | 5      |
| 11        | Belgien                | 0    | 2      | 0      | 2      |
| 12        | Polen                  | 0    | 1      | 2      | 3      |
| 13        | Vereinigte Staaten     | 0    | 1      | 1      | 2      |
| 14        | Niederlande            | 0    | 0      | 2      | 2      |
| 15        | Israel                 | 0    | 0      | 1      | 1      |
| 15        | Ungarn                 | 0    | 0      | 1      | 1      |
| 15        | Tschechien             | 0    | 0      | 1      | 1      |
| Insgesamt | Insgesamt              | 16   | 16     | 32     | 64     |